# (31969) Yihuachen
2000 HL7 (asteroide 31969) é um asteroide da cintura principal. Possui uma excentricidade de 0.09933120 e uma inclinação de 2.41288º.
Este asteroide foi descoberto no dia 27 de abril de 2000 por LINEAR em Socorro.